# Большое Мельничное
Большое Мельничное — деревня в Угличском районе Ярославской области. Входит в состав Слободского сельского поселения.

## География
Находится в юго-западной части Ярославской области на расстоянии приблизительно 11 км на север-северо-восток по прямой от административного центра района города Углич на правом берегу Волги.

## История
Деревня была отмечена еще на карте 1798 года. В 1859 году здесь (деревня Угличского уезда Ярославской губернии) было учтено 13 дворов, в 1898 — 14.

## Население
Численность населения: 74 человека (1859 год), 8 (русские 100 %) в 2002 году, 15 в 2010.